# Kaplica św. Pawły w Sokółce
Kaplica pod wezwaniem św. Męczennicy Pawły – prawosławna kaplica cmentarna w Sokółce. Należy do parafii św. Aleksandra Newskiego w Sokółce, w dekanacie Sokółka diecezji białostocko-gdańskiej Polskiego Autokefalicznego Kościoła Prawosławnego.
Kaplica znajduje się na cmentarzu prawosławnym. Została wzniesiona dzięki staraniom Michała i Zofii Koncewiczów, z przeznaczeniem na grobowiec ich zmarłej matki, Pawły (wdowy po księdzu). Obiekt zbudowano w latach 1900–1901, konsekrowano 13 sierpnia 1901 pod wezwaniem patronki zmarłej, św. Męczennicy Pawły, której święto obchodzone jest w 1 sobotę po 16 czerwca.
Budowla murowana, posiada jedną wieżę i dwie kopuły, uwieczniona w malarstwie Witalisa Sarosieka (którego grób znajduje się na cmentarzu prawosławnym w Sokółce) - obraz olej na płycie/палатно бортa z  1994 r. Cerkiew na cmentarzu prawosławnym/ Цэрквa на праваслаўныx могілкax.